# 모하메드 무이주

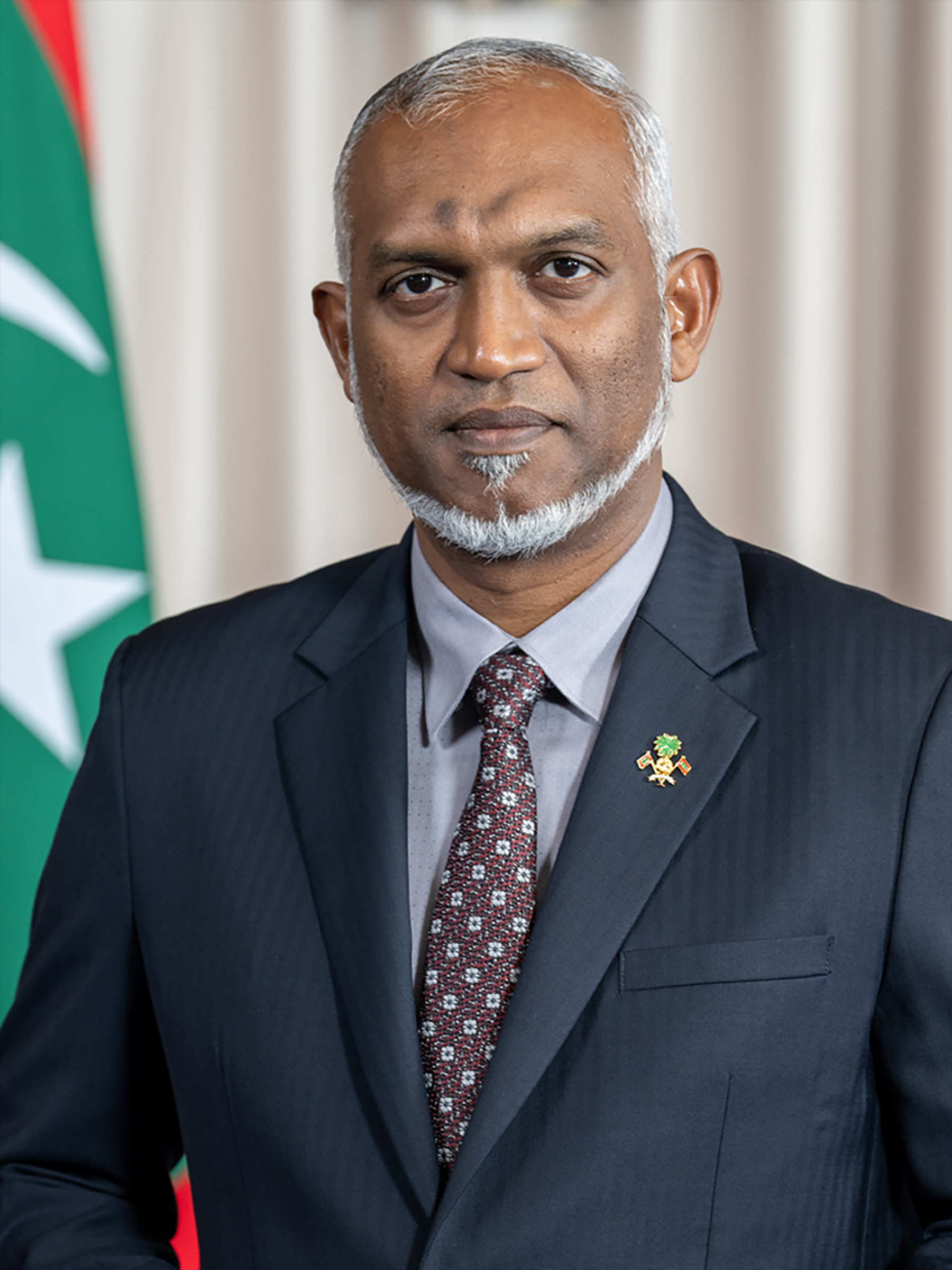

모하메드 무이주 ( /məˈhæməd muːɪz/; 1978년 6월 15일~)는 2023년 11월 17일부터 현재 몰디브의 대통령을 맡고 있는 몰디브 정치인이다. 그는 압둘라 야민 전 대통령이 심각한 부패 혐의로 투옥된 후 자신이 소속된 정당인 국민국가회의의 후보로 선출되었다. 압둘라 야민이 선거에 출마할 자격이 없었기 때문에 그는 후임자로 선택되었다.
말레 출신인 그는 2005년에 영국 정부로부터 ORS 장학금을 받아 리즈 대학교에 입학했다. 2009년에는 모놀리식 철근 콘크리트 지붕 슬래브-벽 접합부에 대한 열 및 시간 종속 효과에 관한 논문을 통해 리즈 대학교로부터 박사 학위를 받았다. 2019년에는 프로젝트 관리 전문가(PMP) 및 PRINCE2 실무자 자격증을 취득했다. 그 뒤 2012년부터 2018년까지 와히드 하산 대통령과 압둘라 야민 대통령 밑에서 주택부 장관을 역임했으며, 2021년부터 2023년까지 말레 시장을 지냈다. 2023년에 실시된 몰디브 대통령 선거에서 당시 대통령이었던 이브라힘 모하메드 솔리 대통령을 물리쳤다.

## 같이 보기
- 몰디브의 대통령